# Faleyras

Faleyras este o comună în departamentul Gironde din sud-vestul Franței. În 2009 avea o populație de 397 de locuitori.

## Evoluția populației
| An        | 1975 | 1982 | 1990 | 1999 | 2006 | 2009 |
| --------- | ---- | ---- | ---- | ---- | ---- | ---- |
| Populație | 280  | 289  | 299  | 309  | 380  | 397  |